# Folketingsvalget 12. oktober 1866
Der afholdtes valg til Folketinget 12. oktober 1866 efter bestemmelserne i den vedtagne nye Grundlov ("Den gennemsete Grundlov"). Der blev valgt 104 medlemmer til det nye folketing.

## Resultat
Denne artikel bør gennemlæses af en person med fagkendskab for at sikre den faglige korrekthed.
    Noget er galt i tabellen da der kun var 102 medlemmer af Folketinget i 1866

| Parti                    | Stemmer i alt | Procent | Mandater | +/- |
| ------------------------ | ------------- | ------- | -------- | --- |
| Højre                    |               |         | 10       | -3  |
| Mellempartiet            |               |         | 18       | +8  |
| De Nationalliberale      |               |         | 20       | -   |
| Det Nationale Venstre    |               |         | 20       | -10 |
| Det Folkelige Venstre    |               |         | 18       | +5  |
| A.F. Tschernings Venstre |               |         | 18       | +3  |
| Uden for gruppe          |               |         | 0        | -   |
| Total                    |               |         | 104      |     |